# Fórmula de Tanaka
En el cálculo estocástico, la fórmula de Tanaka afirma que:
{\displaystyle |B_{t}|=\int _{0}^{t}\operatorname {sgn}(B_{s})\,dB_{s}+L_{t}}
donde Bt es el movimiento browniano estándar, sgn es la función signo
{\displaystyle \operatorname {sgn}(x)={\begin{cases}+1,&x\geq 0;\\-1,&x<0.\end{cases}}}
y Lt es su tiempo local en 0 (el tiempo local empleado por B en 0 antes del tiempo t) dado por el límite L2
{\displaystyle L_{t}=\lim _{\varepsilon \downarrow 0}{\frac {1}{2\varepsilon }}|\{s\in [0,t]|B_{s}\in (-\varepsilon ,+\varepsilon )\}|.}
La fórmula de Tanaka es la descomposición Doob–Meyer explícita de la submartingala |Bt| con respecto a la martingala (la integral del lado derecho), y un proceso creciente continuo (tiempo local). También puede considerarse un análogo del lema de Ito para la función de valor no absoluto (irregular) {\displaystyle f(x)=|x|}, con {\displaystyle f'(x)=\operatorname {sgn}(x)} y {\displaystyle f''(x)=2\delta (x)}; véase, en tiempo local, una explicación formal del lema de Ito.

## Descripción de la prueba
La función |x| no es una función diferenciable finita (C2) en x cuando x = 0, de manera que no es posible aplicar la fórmula de Ito directamente. Sin embargo, si la hacemos aproximar a cero (es decir, en [−ε, ε]) mediante parábolas 
{\displaystyle {\frac {x^{2}}{2|\varepsilon |}}+{\frac {|\varepsilon |}{2}}}
y aplicamos la fórmula de Ito, podremos entonces tomar el límite como ε → 0, lo que nos llevará a la fórmula de Tanaka.